# استوارت آرمسترانگ
استورارت آرمسترانگ (انگلیسی: Stuart Armstrong؛ زادهٔ ۳۰ مارس ۱۹۹۲) بازیکن فوتبال اهل بریتانیا است.
از باشگاه‌هایی که در آن بازی کرده‌است می‌توان به باشگاه فوتبال سلتیک و باشگاه فوتبال داندی یونایتد اشاره کرد.
وی همچنین در تیم‌های ملی فوتبال Scotland national under-19 football team، زیر ۲۱ سال اسکاتلند، و اسکاتلند بازی کرده‌است.